# Le Métèque
Pistes de Le Métèque
La mer m'a donné
Le Métèque est une chanson française écrite, composée et créée par Georges Moustaki en 1969. Elle est parue sur l'album du même nom et en single. Cette chanson l'a fait connaître du grand public (plus de 600 000 exemplaires vendus en 45 tours), même s'il était déjà reconnu dans le milieu de la chanson comme parolier et musicien.

## Thème
La chanson est un portrait partiellement autobiographique d'un étranger, un peu doux rêveur, sans attache : Moustaki, d'origine grecque, se décrit lui-même comme un «métèque», fustigeant aussi un terme utilisé pour désigner les étrangers, «un juif errant [...] pâtre grec [aux] cheveux aux quatre vents»,,.

## Versions linguistiques
La chanson a été traduite dans plusieurs langues, en particulier la version italienne par Bruno Lauzi et, dans l'interprétation de Moustaki, a atteint la première place du hit-parade italien. Le titre a été publié en single, pour la première fois en 1969 dans les 45 tours Lo straniero / Giuseppe, avec l'arrangement d'Alain Goraguer. La même année, la chanson remporte le Mostra internazionale di musica leggera (Gondola d'oro) à Venise.

## Autres interprétations
- Pia Colombo, avant sa sortie au format Studio 45 en 1969, avait créé une version en public de la chanson.
- Alpha Blondy a fait une reprise de la chanson sur son album Mystic Power (2013).
- Renaud le reprend sur son disque Métèque en 2022.

Une liste des 30 autres interprétations peut être trouvée sur www.cover.info.